# María Lago
María Lago (La Felguera, Asturias, 1961) es una pintora y escultora española afincada en Nueva York.

## Biografía
María Lago nació en La Felguera, en el municipio asturiano de Langreo, del cual su padre, Antonio García Lago, fue alcalde cuando ella era niña.
Estudió Bellas artes en la Universidad Complutense y formó parte del Círculo de Bellas Artes. Trasladada a Estados Unidos, estudia en la Parsons School of Arts de Nueva York, donde creará un estudio de pintura y grabados, María Lago Studio 502, situado en la localidad neoyorquina de Beacon, donde expone de manera permanente su trabajo. Su primera exposición en la ciudad norteamericana fue en la Casa de España en 1987. En 2007 expuso en la galería del BBVA de Oviedo y en 2008 en la Westchester Biennial de Nueva York. También ha formado parte de las colecciones del Museo Heckscher, Greenwich Arts Center, el Chase Manhattan Bank, el Merrill Lynch and Merrill Lynch, el Brooklyn Arts Council, el Centro Español de Manhattan, el Instituto Cervantes de Nueva York o la Asociación Nacional de Mujeres Artistas de Nueva York, a la que pertenece. También ha realizado exposiciones en ciudades como Chicago, Miami y otras ciudades en España, México e Inglaterra. Está casada y tiene dos hijos, ambos con doble nacionalidad. 
Algunas de sus obras fueron cedidas a la Pinacoteca Eduardo Úrculo de Langreo.